# Lê Tràng Kiều
Lê Tràng Kiều (1912-1977), tên thật là Lê Tài Phúng, các bút danh khác là: Lê Tùng, Phan Hữu, Trường Phấn, Trường Thiên, Nàng Lê... Ông là nhà báo, nhà phê bình văn học Việt Nam.

## Tiểu sử
Lê Tràng Kiều sinh tại Nam Định. Thời niên thiếu, ông học tại tỉnh nhà. Sau khi cùng gia đình chuyển cư lên Hà Nội, ông học tại trường Thăng Long.
Làng Mọc Quan Nhân (nay thuộc phường Nhân Chính, quận Thanh Xuân, Hà Nội), nơi ông cư ngụ cũng là quê của Nguyễn Tuân, và là quê ngoại của Vũ Trọng Phụng. Vậy nên, từ tuổi mới lớn, Lê Tràng Kiều đã kết bạn với hai nhà văn này.
Năm mười tám, mười chín tuổi, Lê Tràng Kiều đã viết các bài báo về văn học đăng trên tờ Văn học tạp chí. Từ năm 1935, với tư cách là Chủ bút tờ Hà Nội báo, ông đã cho đăng những tiểu thuyết như Giông tố, Vỡ đê của Vũ Trọng Phụng; những vở kịch thơ Anh Nga, Tần Ngọc của Phạm Huy Thông...Bên cạnh đó, ông cũng đã có những đóng góp đáng kể trong việc nâng đỡ và phát triển các tài năng văn học, như việc ông đã giới thiệu và cho đăng liền 13 số báo (Hà Nội báo) tác phẩm đầu tay Trường ca lạc loài của cây bút trẻ 15 tuổi là Nguyễn Xuân Sanh (sinh 1920)...
Những năm 1935-1939, khi cuộc tranh luận về thơ mới, thơ cũ trở nên sôi động, Lê Tràng Kiều đã viết bài khẳng định giá trị của Thơ mới (đăng trên Hà Nội báo số 14, số 18 và số 19). Ngoài ra, ông có khoảng 10 bài báo vừa cổ động cho phong trào Thơ mới, vừa từng bước đi sâu vào một số tác giả tiêu biểu. Như việc ông nhấn đậm nét cổ điển phương Đông trong Thái Can, sự bình dị trong trẻo trong thơ Nguyễn Nhược Pháp, tính mới mẻ của thơ Nguyễn Vỹ, hồn thơ mộng ảo của Thế Lữ, những chiêm nghiêm và suy tư về quá vãng của Vũ Đình Liên, vai trò nổi bật tính nhạc trong thơ Lưu Trọng Lư''...
Trong khoảng thời gian này, Lê Tràng Kiều còn là một trong số cây bút tiêu biểu trong cuộc tranh luận học thuật và chính trị. Với tư cách là thành viên của Văn phái Phương Đông, ông đã cùng với Lưu Trọng Lư trợ giúp một cách đắc lực cho hai nhà phê bình Văn học là Hoài Thanh và Thiếu Sơn nhằm đối phó lại với Hải Triều (chủ soái phái Nghệ thuật vị nhân sinh) khi cuộc bút chiến về "Nghệ thuật vị nghệ thuật hay Nghệ thuật vị nhân sinh" nổ ra. Lúc bấy giờ, có một số người lại liệt Truyện Kiều của Nguyễn Du là sách dâm ô. Bênh vực, Lê Tràng Kiều đã viết bài đăng trên Hà Nội báo số 2 năm 1936.
Tháng 5 năm 1936, tác phẩm Văn chương và hành động mà ông là đồng tác giả với Hoài Thanh và Lưu Trọng Lư đã bị nhà cầm quyền Pháp ra lệnh tịch thu. Sau đó, họ còn buộc ông ra tòa vì ông là người đứng đầu nhóm Văn chương và hành động và Hà Nội báo cũng bị đình bản.
Không nản chí, ông và các bạn văn ra tờ tuần báo Tiểu thuyết thứ Năm, rồi lần lượt cho đăng các tác phẩm của Bùi Huy Phồn, Nguyễn Đình Lạp, Lưu Trọng Lư, Vũ Trọng Can, Phạm Huy Thông, Vũ Trọng Phụng...Vì báo đăng những tác phẩm mô tả sự thối nát của quan chức đương thời, như truyện ngắn Nghỉ mát Chapa của Bùi Huy Phồn, Gặp một ông nghị lôi thôi của Vũ Trọng Phụng,...nên báo chỉ ra được 13 số thì lại bị đình bản. Mãi đến tháng 10 năm 1938, tờ Tiểu thuyết thứ Năm mới được xuất bản trở lại.
Cũng ở thời kỳ này, Lê Tràng Kiều đã cùng với Chu Ngọc, Vũ Trọng Can, Bùi Nguyên Cát lập ra Ban kịch Hà Nội, và đã gây được tiếng vang.
Sau khi tuần báo Tiểu thuyết thứ Năm ngừng bản hẳn (cuối năm 1939), Lê Tràng Kiều vào Sài Gòn ra báo Lá lúa (1940). Từ cuối năm 1946, ông lần lượt lập ra các báo Dân quyền, Ngày nay, Việt báo, Lẽ sống, Phụ nữ...
Sau năm 1975, ông tham gia sinh hoạt tại Hội Văn nghệ giải phóng miền Nam.
Năm 1977, Lê Tràng Kiều đã qua đời tại Thành phố Hồ Chí Minh vì bệnh nặng.